# Asahi Breweries
Asahi Group Holdings, Ltd. (アサヒグループホールディングス株式会社, Asahi Gurūpu Hōrudingusu kabushiki gaisha) és una societat de cartera japonesa dedicada al sector de les begudes amb seu al barri de Sumida de Tòquio.
Amb una quota de mercat del 37% és el major dels quatre grans productors de cerveses del Japó, seguit de Kirin amb un 34% i Suntory amb un 16%. A l'estranger, Asahi disposa d'una gran quota de mercat a alguns països europeus, com ara del 44% a la República Txeca, del 32% a Polònia, del 36% a Romania i del 18% a Itàlia.

## Història
El 1906, Ōsaka Breweries es van fusionar amb Nippon Breweries i Sapporo Breweries per a formar Dai-Nippon Breweries (大日本麦酒株式会社). No obstant això, després de la Segona Guerra Mundial la companyia es va dividir en virtut de la Llei d'eliminació de la concentració del poder econòmic dictada pel Comandant Suprem de les Potències Aliades.
El 1990, Asahi va adquirir una participació del 19,9% del gegant cerveser australià Elders IXL, que des de llavors s'ha convertit en Foster's Group i, posteriorment, venut a SABMiller.
El 2009, Asahi va adquirir la unitat australiana de begudes Schweppes Australia, ara coneguda com Asahi Beverages. A principis de 2009 va adquirir el 19,9% de Tsingtao Brewery d'Anheuser-Busch InBev (InBev) per 667 milions de dòlars. La venda va convertir Asahi Breweries, Ltd. en el segon accionista més gran de Tsingtao només per darrere del Tsingtao Brewery Group.
El 2011 va canviar el seu nom a Asahi Group Holdings i va fundar Asahi Breweries Ltd com a filial. El juliol de 2011 va adquirir el fabricant de sucs de Nova Zelanda Charlie's i les divisions d'aigua i sucs de l'empresa australiana de begudes P&N Beverages. L'agost de 2011 va adquirir Independent Liquor de Nova Zelanda, fabricant de Vodka Cruiser i altres begudes alcohòliques.
El maig de 2013, les seves operacions a Nova Zelanda es van expandir amb la compra de la cadena minorista Mill Liquorsave. A més, Asahi va adquirir les marques i els actius australians de Cricketers Arms i Mountain Goat Brewery el 2013 i el 2015, respectivament. La primera d'aquestes transaccions es va produir arran que InBev va acordar l'abril de 2016 vendre el seu negoci neerlandès Grolsch Brewery, el negoci italià Peroni Brewery i les angleses Meantime Brewery i SABMiller Brands UK a Asahi; aquest acord de 2.300 milions d'euros es va tancar el 12 d'octubre de 2016. Després de l'adquisició de SABMiller per part d'Inbev l'octubre de 2016, InBev va acordar vendre els negocis i els actius rellevants d'Europa de l'Est de l'antiga SABMiller Ltd. a Polònia, la República Txeca, Eslovàquia, Hongria i Romania a Asahi per 7.300 milions de dòlars estatunidencs. L'acord es va tancar el 21 de desembre de 2016 i incloïa marques de cervesa com Pilsner Urquell, Velkopopovický Kozel, Topvar, Tyskie, Lech, Dreher i Ursus.
El 2017,la companyia va vendre la seva participació del 19,9% de Tsingtao Brewery per 937 milions de dòlars.
El maig de 2020, la Junta de Revisió d'Inversions Estrangeres d'Austràlia va aprovar l'oferta de 16.000 milions de dòlars de la companyia per Carlton & United Breweries, i l'acord va fer que Asahi acabés amb una quota del 48,5% del mercat de cervesa australià.
La cervesa principal de l'empresa, des de 1957 fins a finals de la dècada de 1980, va ser Asahi Gold, superant Asahi Draft, la seva fórmula original que continua en producció. No obstant això, Asahi Super Dry, una lager produïda de del 1987, és ara la marca de cervesa insígnia de la companyia.
La seu central d'Asahi Breweries a Tòquio va ser dissenyada pel dissenyador francès Philippe Starck. L'Asahi Beer Hall és considerada una de les estructures modernes més reconeixibles de Tòquio.